# Smulders
Smulders is een Nederlandse achternaam die zijn oorsprong vindt in het beroep van molenaar. De naam Smulders, of in het Brabants dialect des Muldersoen, heeft de betekenis van de molenaarszoon. In de loop der tijd is de naam verbasterd tot Smulders. Smulders is een achternaam die voornamelijk voorkomt in de Nederlandse provincie Noord-Brabant, met name in de omgeving van de steden Tilburg, Eindhoven en 's-Hertogenbosch.

## Bekende personen met de achternaam Smulders
- Anouk Smulders, model en presentator
- Ben Smulders, jurist en ambtenaar
- Carl Smulders, componist en romanschrijver
- Cobie Smulders, actrice
- Cor-Jan Smulders, schaatser
- Daniël Smulders, radiopresentator
- Edwin Smulders, fotograaf
- Gab Smulders, kunstenaar
- Hans Smulders, politicus
- Hans Smulders (voetballer), voormalig voetballer en huidig voetbalbestuurder
- Harry Smulders, politicus
- Jan Smulders, burgemeester
- Jonas Smulders, acteur
- Karina Smulders, actrice
- Laura Smulders, BMX-er
- Lea Smulders, schrijfster
- Margriet Smulders, beeldend kunstenaar
- Marlies Smulders, roeister
- Truus Smulders-Beliën, politicus
- Willem Smulders, dichter

## Ondernemingen
- Machinefabriek Frans Smulders